# Schleuse Oldenburg

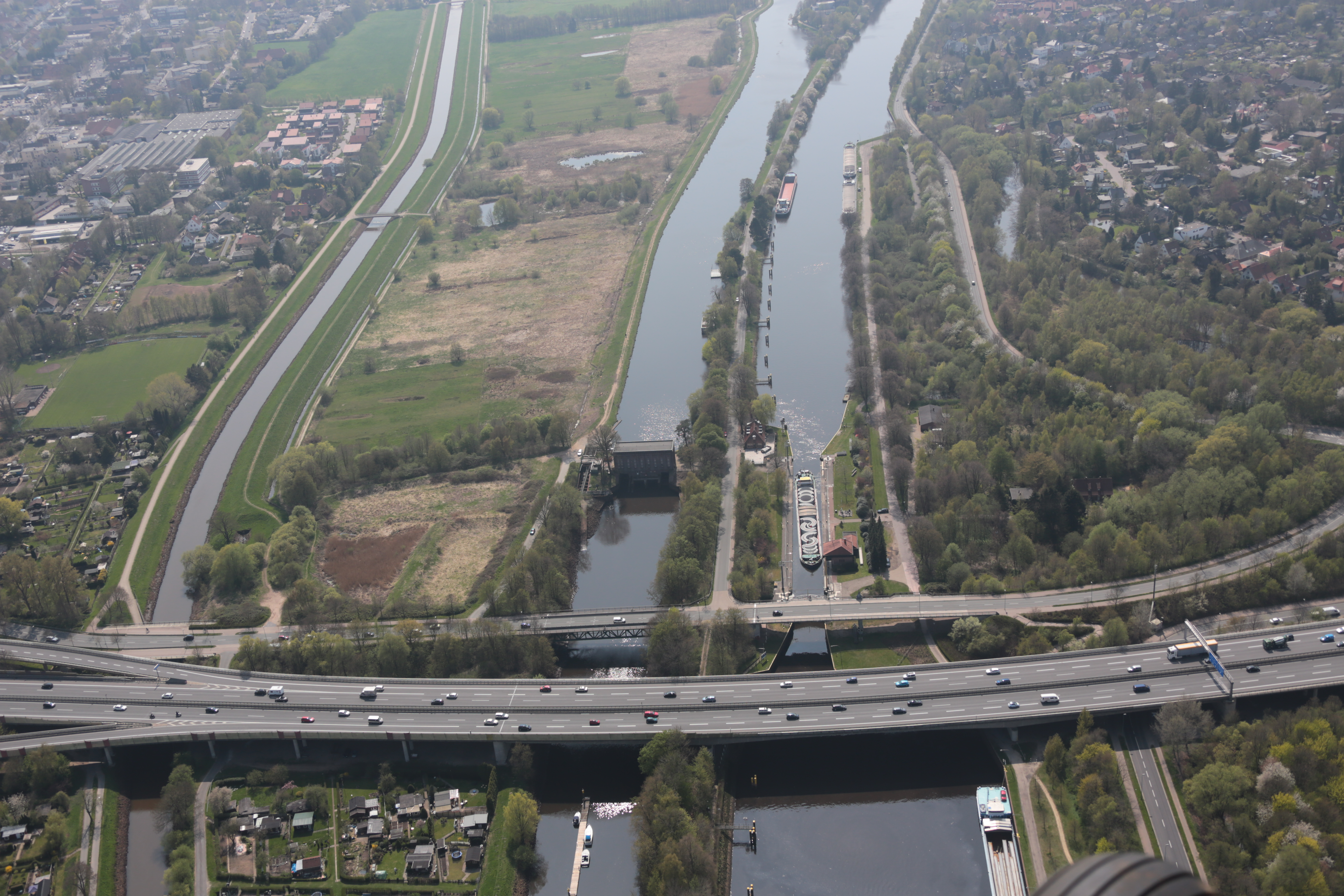
Luftbild der Schleuse Oldenburg

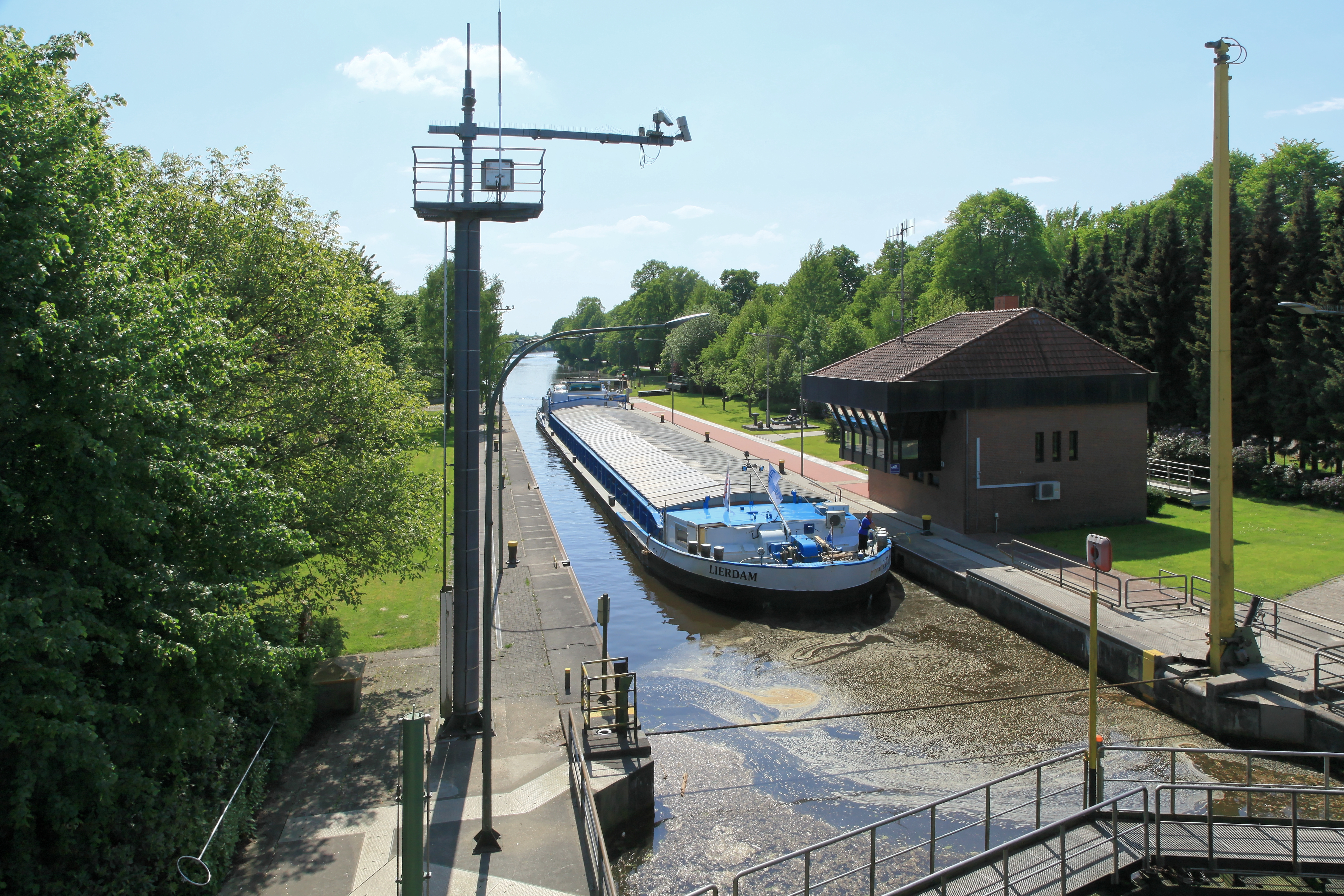
Schleuse Oldenburg, Blick nach Südwesten ins Oberwasser

Die Schleuse Oldenburg begrenzt die Scheitelhaltung des Küstenkanals nach Osten. Im Unterwasser schließt sich die ab hier schiffbare, von der Tide beeinflusste Hunte an, die bis zur Einfahrt zum Alten Hafen Oldenburg noch zum Küstenkanal gehört, der die Weser bei Elsfleth über die untere Hunte mit der zum Dortmund-Ems-Kanal ausgebauten Ems verbindet.
Die Schleuse, die aus einer Schleusenkammer besteht, wurde von 1922 bis 1928 gebaut. Sie ist 105 Meter lang und hat eine Breite von 12 Metern. Der Höhenunterschied, der mit der Schleuse überwunden wird, ist abhängig vom Wasserstand in der Hunte. Bei Tideniedrigwasser beträgt er circa 5,40 Meter. Gespeist wird die Schleuse mit Wasser aus dem Küstenkanal. Für eine Schleusung werden zwischen 3.700 m³ und 7.000 m³ Wasser benötigt (Angaben jeweils bezogen auf Tidehoch- bzw. Tideniedrigwasser). Das Wasser wird jeweils in das Unterwasser abgeleitet.
Die Schleuse besitzt im Oberhaupt ein Klapptor, das 1992 erneuert wurde, im Unterhaupt ein Stemmtor, das 1997 erneuert wurde. Beide Tore werden hydraulisch betrieben.
Betrieben wird die Schleuse vom Wasserstraßen- und Schifffahrtsamt Weser-Jade-Nordsee (bis 2019 Wasserstraßen- und Schifffahrtsamt Bremen), das sie vom Steuerstand der Schleuse am Bremer Weserwehr aus fernsteuert.

## Staustufe in der Hunte
Direkt neben der Schleuse befindet sich eine Staustufe in der Hunte. Die Staustufe entstand mit dem Bau des Küstenkanals, um die Wasserstände der Hunte, des Küstenkanals und der Mühlenhunte zu regulieren. Sie wurde 1927 um ein Laufwasserkraftwerk ergänzt, das den Höhenunterschied von gut 5 m an dieser Stelle nutzt. Seine Leistung beträgt 0,7 MW. Betreiber des Kraftwerks ist seit März 2010 die EWE AG.
Neben der Staustufe befindet sich seit Herbst 2006 eine Fischtreppe, die es wandernden Fischen und anderen Lebewesen erlaubt, die Staustufe zu überwinden.